# Medobitini

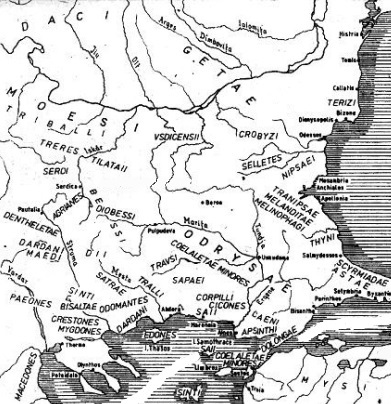
Migraţia triburilor tracice spre Asia Mică

Medobitinii au fost un popor tracic, despre care nu există foarte multe informații. 
Strabon, în Geographika scrisă în limba greacă, spune că fac parte din neamurile tracice ce „au părăsit Europa” în 2 valuri (sec. al XII-lea î.Hr. și sec al VII-lea î.Hr.), stabilindu-se în Asia Mică, asemenea brigilor, migdonilor, bebricilor, bitinilor sau tinilor.